# Come Out and Play (chanson)
Pour les articles homonymes, voir Come Out and Play.
Come Out and Play (parfois sous-titrée Keep 'em Separated) est une chanson du groupe punk rock californien The Offspring. Elle est issue de leur troisième album Smash, publié en 1994. 
Cette chanson est le premier single extrait de l'album qui s'est vendu à plus de 10 millions d'exemplaires. La chanson est diffusée d'abord sur la plupart des stations de radio américaines, sur la chaine de télévision musicale MTV, et devient ensuite un succès planétaire. 
Une des particularités de la chanson est le riff de guitare basé sur une gamme orientale qui intervient à plusieurs reprises entre refrain et couplets. Le début de la chanson se distingue aussi par une brève introduction à la batterie, suivie par une phrase énoncée d'une voix grave : « You gotta keep them separated » (littéralement « Vous devez les garder séparés ») qui lance le morceau et qui le ponctue à plusieurs reprises. La chanson parle de la violence à l'école et pose le problème des armes à feu présentes, notamment sur les campus américains (comme le vers « you're never ending spree of death and violence and hate is going to tie your own rope »). 

## Clip
Le clip de la chanson est le premier du groupe. Il est réalisé par Darren Lavett en mai 1994 et montre le groupe en train de jouer dans le garage d'une maison. Le montage contient aussi divers plans comme deux chiens qui se battent sur un jouet avec une foule qui les regarde, une course de cheval, ainsi que des serpents et des charmeurs de serpents. Le clip est diffusé à partir de l'été 1994.

## Reprises
Plusieurs artistes ont repris la chanson durant leurs concert, par exemple Weird Al Yankovic.
Le groupe de musique jazz québécois The Lost Fingers a enregistré la chanson sur l'album VS paru en 2020.

## Utilisations
Come Out and Play est utilisée au générique de Bubble Boy[Quoi ?] et Monkeybone[Quoi ?], ainsi que dans le premier épisode de la deuxième saison de la série télévisée X-Files, intitulé Les Petits Hommes verts.